# Njutningsmedel
Njutningsmedel är ett ämne som vid användning ger njutning och tillfredsställelse. Med termen brukar man avse legala njutningsmedel som alkohol, tobak och kaffe. Man kan även införliva mer i begreppet, som choklad, tuggummi, mandel, nötter och kryddor, 
Vissa njutningsmedel kan orsaka beroende och ohälsa, speciellt narkotika och droger, som av just den anledningen oftast förbjuds. Som hasch och opium, de sistnämnda var njutningsmedel under 1800-talet i Orienten.